# Кенниш, Риад
Риад Камар Эддин Кенниш (фр. Ryad Kamar Eddine Kenniche 30 апреля 1993, Хуссейн Дей, Алжир) — алжирский футболист, играющий на позиции защитника.

## Карьера
Риад родился в городе Хуссейн Дей. Заниматься футболом Риад начал в местном клубе с одноименным названием. В 2013 году он перешёл в «УСМ Эль Хараш», однако, в 2015 году комиссия лиги Алжира разорвала контракт игрока с клубом, поскольку клуб не погасил задолженность перед игроком. Позднее он подписал контракт с командой «ЕС Сетиф».